# 村国志我麻呂
村国 志我麻呂（むらくに の しがまろ）は、奈良時代の貴族。名は志賀麻呂とも記される。姓（カバネ）は連。贈外小紫・村国男依の子。位階は従五位上。

## 経歴
文武朝の霊亀2年（706年）壬申の乱の功臣の子息に賜田が行われた際、志我麻呂は小依（男依）の子息としてこれに名を連ねた（この時の位階は従六位下）。元正朝の養老2年（718年）従六位上から三階昇進して従五位下に叙爵する。
神亀3年（726年）聖武天皇の播磨国印南野（明美台地）への行幸にあたって、行宮を造営するために門部王・多治比広足らとともに造頓宮司に任ぜられた。天平3年（731年）に従五位上に至る。

## 官歴
『続日本紀』による。
- 時期不詳：従六位下
- 霊亀2年（706年） 4月8日：賜田
- 時期不詳：従六位上
- 養老2年（716年） 1月5日：従五位下
- 神亀3年（726年） 9月27日：造頓宮司
- 天平3年（731年） 1月27日：従五位上